# Filippo Massini
Filippo Massini (Perugia, 1º maggio 1559 – Bologna, 19 maggio 1618) è stato un letterato e poeta italiano.

## Biografia
Filippo Massini nasce a Perugia nel maggio del 1559, da famiglia agiata. Nel 1580 presso l'Ateneo cittadino consegue la laurea in utroque iure. Successivamente inizia, sempre a Perugia, il dottorato. Negli stessi anni partecipa alle assemblee dell'Accademia degli Insensati, dove legge quattro lezioni accademiche che verranno poi stampate nel 1588. Nel 1590 Massini si sposta a Fermo, rimanendovi però pochi anni. Nel 1592 Massini raggiunge Pisa, lavorando presso l'ateneo cittadino, con il ruolo di professore ordinario di diritto civile. Nel 1596 il Senato di Milano invita Massini a trasferirsi in Lombardia per lavorare presso l'ateneo pavese. Negli oltre 15 anni trascorsi a Pavia, Massini ha occasione di sviluppare i propri interessi letterari nell'Accademia degli Intenti ed in quella degli Affidati. Torna poi nel 1612 a Pisa per 4 anni e si trasferisce nel 1616 a Bologna dove morirà nel 1617 o, come i più propendono, nel 1618.

## Opere

### Lettioni dell'Estatico Insensato
A Perugia nel 1588 escono le Lettioni dell'Estatico Insensato, opera giovanile dell'autore che comprende 4 dissertazioni accademiche recitate negli anni precedenti di fronte alla Accademia degli Insensati di Perugia. La prima lezione, Difesa del Petrarca intorno alle opposizioni fatteli dal Castelvetro nel suo comento alla "Poetica" di Aristotele, mira a difendere Petrarca dalle accuse del modenese e sancisce la sua superiorità rispetto a Dante Alighieri. Nella seconda e nella terza dissertazione (Della contemplazione dell'uomo estatico; Della conversione dell'uomo a Dio) sono commentati alla luce delle teorie neoplatoniche ficiniane due sonetti del poeta lucchese Giovanni Guidiccioni (rispettivamente Avvezzianci a morir; se proprio è morte e Traggeti a più bel rio l'ardente sete). La quarta lezione, Del madrigale, la più famosa e l'unica che oggi può vantare un'edizione moderna (F. Massini, Il madrigale, a cura di G. Fanelli, Urbino, Argalia, 1986), suggerisce una forma di madrigale libera dalle implicazioni precettistiche dei contemporanei. Secondo Massini, infatti, il madrigale non deve essere ancorato all'obbligo di leggerezza, ma può essere in grado pure di esprimere concetti impegnativi e gravi. La lezione si chiude con una ipotesi esortativa: Massini infatti mostra la propria preferenza per un madrigale capace di combinare insieme piacevolezza e un concetto "raro e ingegnoso".

### LeRime
Nel 1609 a Pavia escono per lo stampatore Andrea Viani le Rime di Filippo Massini. Il volume di liriche comprende oltre 500 componimenti (per lo più sonetti, insieme a madrigali, canzoni e sestine) che il poeta aveva raccolto negli ultimi 20 anni, mentre sono pochissime le rime stampate in precedenza.

#### La prefazione
Di grande interesse la prefazione al volume ad opera dell'Accademico Insensato Francesco Visdomini, il quale celebra le rime di Massini come il frutto di un'ispirazione ancora contenuta nell'alveo di un raffinato petrarchismo. Visdomini mette a confronto le "belle parole, senza alcuna sostanza" delle tendenze letterarie contemporanee più innovative, e la tonalità pura e misurata della tradizione lirica che si riconosceva nel modello di Petrarca. La soluzione è perciò indicata nella scelta di Massini che ha deciso di optare per l'imitazione del poeta del Canzoniere.

#### Analisi delleRime
La raccolta, però, si mostra meno "diligente" rispetto alle premesse indicate da Francesco Visdomini. Infatti, se non mancano tessere e citazioni petrarchesche, queste rimangono in superficie e sono disseminate in una raccolta che ormai mostra caratteri ben più moderni, un'inquietudine già seicentesca. I tanti temi che si avvicendano nella silloge poetica (dall'amore trattato secondo caratteri neoplatonici, alla lode al vino, dalle composizioni sull'attività venatoria, ai tanti sonetti morali, ecc.) dimostrano un'apertura decisiva rispetto al chiuso mondo del petrarchismo ortodosso. La materia presente è classificata nella finale Tavola delle Rime, in cui i componimenti sono ordinati secondo le seguenti etichette: "amorosi", "civili", "vinosi", "panegirici", "eroici", "lugubri", "morali", "spirituali", "stravaganti", "proposte" e "risposte". Tra i corrispondenti illustri che con la loro presenza impreziosiscono le Rime di Massini si possono annoverare Torquato Tasso, Giovan Battista Marino e Girolamo Preti.

### Opere letterarie di Filippo Massini
- Lettioni dell'Estatico Insensato, recitate da lui pubblicamente in diversi tempi nell'Academia de gli Insensati di Perugia. Nuovamente poste in luce, Perugia, appresso Pietroiacomo Petrucci, 1588 (ristampate poi a Pavia, per Andrea Viani, nel 1611).
- Canzone dell'Estatico Insensato in lode della santissima Casa Lauretana, Fermo, presso Sertorio de' Monti, 1592 (esistono di questo componimento altre due edizioni: Perugia, per Vincenzo Colombara erede d'Andrea Bresciano; Pavia, per gli eredi di Gierolamo Bartoli, 1598)
- La villa. Canzone dell'Estatico Academico Intento, in Pavia, per gli eredi di Gierolamo Bartoli, 1598.
- F. Massini, C. Bossi, Lucherino, madrigali dell'Estatico et Farnetico...Academici Intenti, in Pavia, per gli eredi di Gierolamo Bartoli, 1599 (opera edita nuovamente nel 1603 e nel 1609, in coda alle Rime).
- Rime del Sig. Filippo Massini l'Estatico Insensato al serenissimo Don Cosmo II De'Medici G.Duca di Toscana, Pavia, Viani, 1609
- Candore amoroso. Madrigali del signor Filippo Massini l'Estatico Insensato Affidato, Pavia, Viani, 1610 (appaiono nello stesso anno a Perugia e l'anno successivo nuovamente a Pavia).

### Studi su Filippo Massini
- G. B. Vermiglioli, Biografia degli scrittori perugini e notizie delle opere loro, II, Perugia, Bartelli e Costantini, 1829, pp. 92–98.
- A. Massini, Filippo Massini giureconsulto e poeta, Perugia, Guerra, 1939.
- I contributi di Q. Marini, Libri italiani del Seicento, pp. 21–28, Q. Marini e M. Volpi, Poesia lirica, encomiastica e giocosa, pp. 185–193, e le due schede curate da Mirko Volpi, pp. 216–220, in Sul Tesin piantàro i tuoi laureti. Poesia e vita letteraria nella Lombardia spagnola (1535-1706). Catalogo della mostra. Pavia, Castello Visconteo, 19 aprile-2 giugno 2002, Pavia, Edizioni Cardano, 2002.
- D. Chiodo (a cura di), L'onorato sasso. Un secolo di versi in morte di Torquato Tasso, Alessandria, Edizioni dell'Orso, 2003, pp. 86–89.
- L. Sacchini, Primi sondaggi sulle 'Rime' di Filippo Massini, in «Testo», 57 (2009), pp. 35–57.